# Règle de la main droite
Cette règle permet d'interpréter géométriquement le phénomène d'induction de Lorentz (conducteur électrique en mouvement dans un champ magnétique constant) régi par la formule :
{\displaystyle q{\vec {v}}\wedge {\vec {B}}={\vec {F}}}
La force de Lorentz {\displaystyle {\vec {F}}} s'exerce sur les porteurs de charge et explique la naissance d'une f.e.m. induite dans le circuit en mouvement générant un courant circulant dans la même direction que la force de Lorentz. {\displaystyle e=\int _{\Gamma }{\frac {\vec {F}}{q}}.\mathrm {d} {\vec {l}}}. Ce phénomène peut aussi s'expliquer par la loi de Faraday.
En appliquant la règle de la main droite afin de représenter ce produit vectoriel dans l'espace, on obtient :
Un autre moyen mnémotechnique est F-I-B :
- Pouce = sens de la force (« pousse ») {\displaystyle {\vec {F}}}

- Index = sens du courant (I comme Index) {\displaystyle {\vec {I}}}

- Majeur = direction du champ magnétique (M comme Magnétique) {\displaystyle {\vec {B}}}

## Imitation d'un tire bouchon
Dans ce cas, le pouce indique une translation et l'index une rotation.
Exemple, la vis :
- Index = le sens de rotation
- Pouce = le sens de déplacement/ translation

Ou, 
le vecteur champ  magnétique B créé par une spire parcourue par un courant :
1. Pouce - sens du vecteur champ magnétique créé DANS la spire.
2. Index ou les quatre doigts autre que le pouce - sens du courant .

## Repère direct

### Principe
La règle de la main droite permet de se représenter facilement un repère direct. Le pouce, l'index et le majeur permettent de représenter les trois vecteurs de la base appelée couramment {\displaystyle ({\vec {i}},{\vec {j}},{\vec {k}})} ou encore {\displaystyle ({\vec {x}},{\vec {y}},{\vec {z}})}. Les trois doigts forment alors un trièdre dans l'espace.
Par définition, {\displaystyle {\vec {x}}\wedge {\vec {y}}={\vec {z}}}. On peut donc choisir, par exemple,
- Pouce = {\displaystyle {\vec {x}}}
- Index = {\displaystyle {\vec {y}}}
- Majeur = {\displaystyle {\vec {z}}}

Comme c'est un produit vectoriel, toute permutation directe des vecteurs laisse l'égalité inchangée. Ainsi, si l'on veut un {\displaystyle {\vec {z}}} associé à une direction verticale ascendante représentée par le pouce, l'index représentera {\displaystyle {\vec {x}}} et le majeur {\displaystyle {\vec {y}}}.
L'utilisation de la main gauche permet une représentation d'un repère dit indirect, ou bien d'un repère direct en permutant {\displaystyle {\vec {x}}} et {\displaystyle {\vec {z}}}.

### Force de Lorentz
Cette règle permet d'interpréter géométriquement le phénomène d'induction de Lorentz (conducteur électrique en mouvement dans un champ magnétique constant) régi par la formule :
{\displaystyle q{\vec {v}}\wedge {\vec {B}}={\vec {F}}}
La force de Lorentz {\displaystyle {\vec {F}}} s'exerce sur les porteurs de charge et explique la naissance d'une f.e.m. induite dans le circuit en mouvement générant un courant circulant dans la même direction que la force de Lorentz. {\displaystyle e=\int _{\Gamma }{\frac {\vec {F}}{q}}.\mathrm {d} {\vec {l}}}. Ce phénomène peut aussi s'expliquer par la loi de Faraday.
En appliquant la règle de la main droite afin de représenter ce produit vectoriel dans l'espace, on obtient :
- pouce = mouvement du conducteur {\displaystyle {\vec {v}}}
- index = champ magnétique {\displaystyle {\vec {B}}}
- majeur = sens de la force {\displaystyle {\vec {F}}}

### Force de Laplace
Dans le domaine de l'induction, la règle de la main droite est aussi appliquée au produit vectoriel de la force de Laplace :
{\displaystyle I\cdot d{\vec {l}}\wedge {\vec {B}}\ =d{\vec {F}}}
Par exemple, une tige mobile horizontale supportée par un rail conducteur circulaire dans un champ magnétique vertical{\displaystyle {\vec {B}}} et parcourue par un courant {\displaystyle {\vec {I}}} pourra subir une translation due à la force de Laplace exercée sur elle. La direction du champ magnétique nécessaire à une translation désirée de la tige peut être déterminée géométriquement par la règle de la main droite. Ce montage est appelé rail de Laplace.

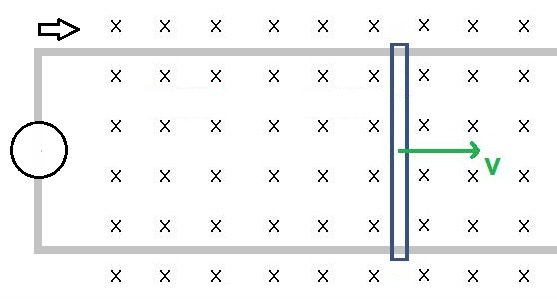
Un courant passant dans le rail provoque son déplacement (ici le champ magnétique est dirigé vers le bas).

Règle champ-chemin-courant pour un moteur.

Un des moyens mnémotechniques souvent employé en français est la règle champ-chemin-courant (ordre des doigts et ordre alphabétique) :
- pouce = champ (sens du flux magnétique) {\displaystyle {\vec {B}}}
- index = chemin (sens de la force créant le mouvement) {\displaystyle {\vec {F}}}
- majeur = courant (sens du courant) {\displaystyle {\vec {I}}}

La main droite est utilisée pour la règle du démarreur, utilisée dans les machines électriques (un démarreur est un moteur), comme ici, où un courant et un champ magnétique provoquent un mouvement dû à la force de Laplace.
Le champ magnétique peut être lui-même créé par le courant, comme dans le canon électrique.
Un autre moyen mnémotechnique est F-I-B :
- Pouce = sens de la force (« pousse ») {\displaystyle {\vec {F}}}
- Index = sens du courant (I comme Index) {\displaystyle {\vec {I}}}
- Majeur = direction du champ magnétique (M comme Magnétique) {\displaystyle {\vec {B}}}

Inversement, la main gauche est utilisée pour la règle du générateur (g comme gauche) : un mouvement et un champ magnétique créent un courant induit (rail de Laplace, en remplaçant la pile par un ampèremètre et en bougeant manuellement la tige).

### Loi de Biot et Savart
Le champ magnétique {\displaystyle {\boldsymbol {B}}} créé par une spire respecte la loi de Biot et Savart :
{\displaystyle {\frac {\mu _{0}}{4\pi }}{\frac {I\;{\rm {d}}{\boldsymbol {l}}\wedge ({\boldsymbol {r}}-{\boldsymbol {r}}')}{|{\boldsymbol {r}}-{\boldsymbol {r}}'|^{3}}}={\rm {d}}{\boldsymbol {B}}({\boldsymbol {r}})}
On considère que la spire appartient au plan de repère {\displaystyle {\mathcal {R}}=(\ O,{\boldsymbol {x}},{\boldsymbol {y}})}. Le courant circule dans le sens inverse des aiguilles d'une montre (sens trigonométrique). En prenant l'index pour représenter le sens du courant à point quelconque {\displaystyle {\boldsymbol {r}}'} de la spire, et le majeur pour le vecteur {\displaystyle {\boldsymbol {r}}-{\boldsymbol {r}}'} où {\displaystyle {\boldsymbol {r}}} désigne un point à l'intérieur dans la spire, le pouce indiquera la direction du champ magnétique créé par la spire (selon l'axe {\displaystyle {\boldsymbol {z}}}). On retrouve le tire-bouchon de Maxwell.